# Đại lễ Vesak

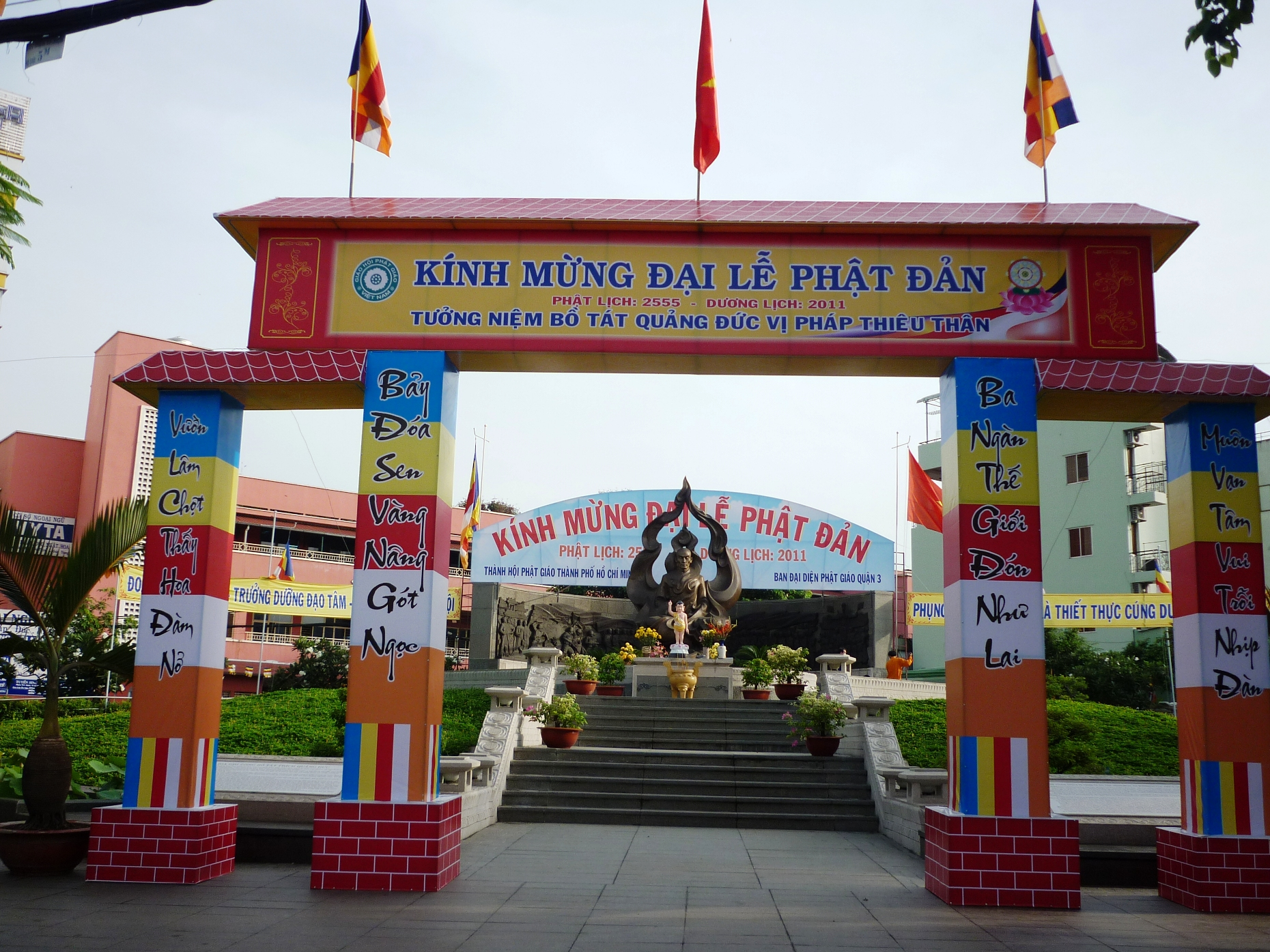
Chào mừng Lễ Phật Đản ở Quận 3 năm 2011

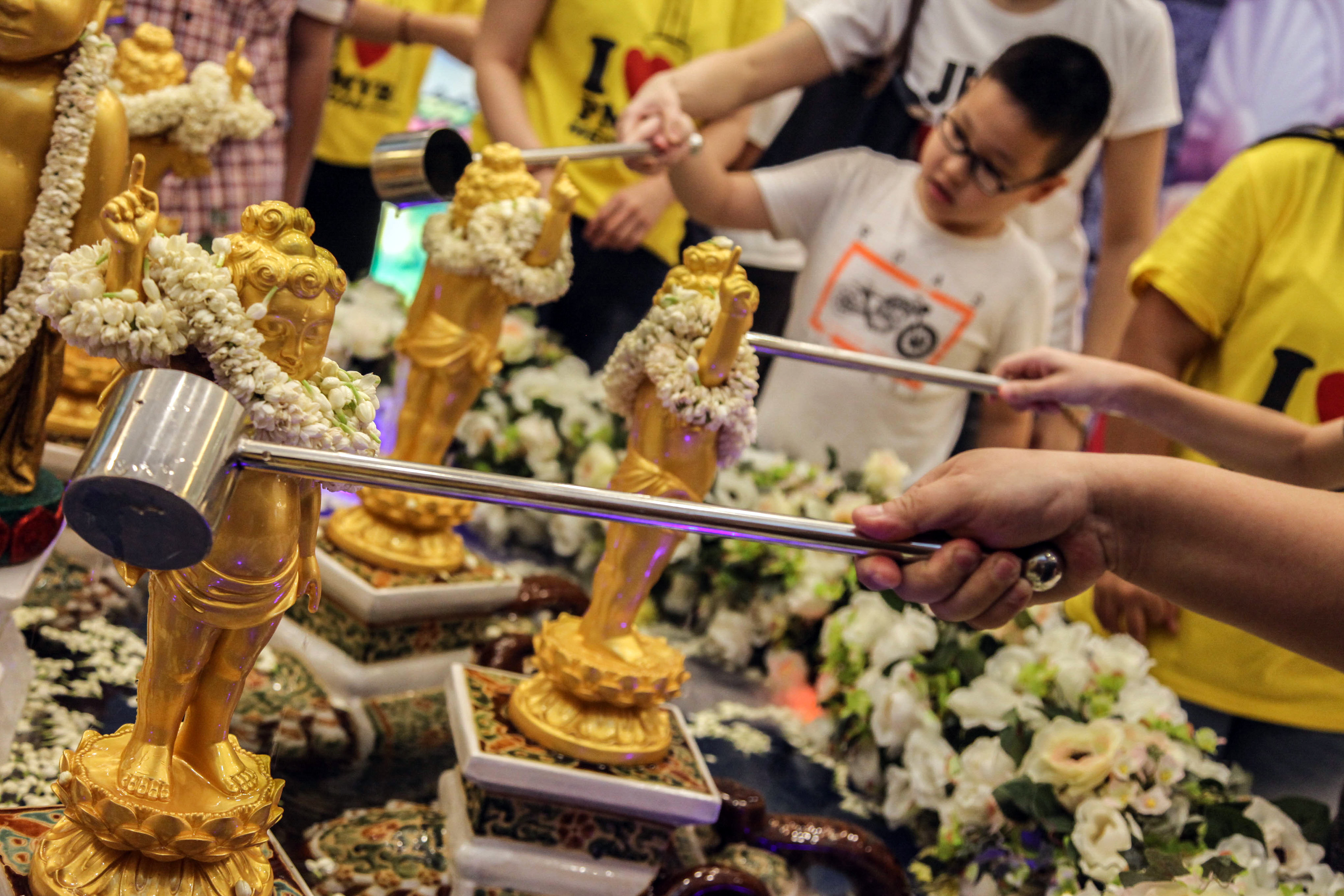
Nghi thức tắm Phật

Đại lễ Vesak hay tên gọi quốc tế là Đại lễ Phật đản Liên Hiệp quốc (International Vesak summit) là một ngày lễ Phật Đản truyền thống được các Phật tử tổ chức ở Nam Á và Đông Nam Á, cũng như ở Tây Tạng và Mông Cổ. Đây là một trong những lễ hội Phật giáo quan trọng nhất gồm Lễ Phật Đản, ngày Đức Phật giác ngộ (Nirvāṇa) và ngày Đức Phật Viên tịch (Parinibbāna/Parinirvāna) theo Thượng tọa bộ hay Nam truyền Phật giáo (Theravada), Phật giáo Tây Tạng và Navayana. Tên gọi Vesak bắt nguồn từ chữ Pali chỉ về tháng âm lịch của Vaisakha là tháng sinh của Đức Phật. Theo truyền thống Đông Á thì lễ Phật đản thường diễn ra vào thời điểm truyền thống, trong khi sự giác ngộ và nhập diệt của Đức Phật được tổ chức như những ngày lễ riêng biệt diễn ra vào những thời điểm khác như Ngày Bồ Đề (Ngày Đức Phật thành Đạo) và Ngày Niết Bàn (Parinirvana). Theo truyền thống Nam Á, nơi Vesak được tổ chức vào ngày trăng tròn của tháng Vaisakha, ngày Vesak đánh dấu ngày sinh, ngày thành đạo và ngày Đức Phật viên tịch.

## Quốc tế
Mặc dù các lễ hội Phật giáo đã có truyền thống từ nhiều thế kỷ trước (Lễ hội tôn giáo này còn được biết đến với nhiều tên gọi khác như Buddha Jayanti, Buddha Purnima, Visak Bochea và Buddha Day), nhưng hội nghị đầu tiên của Hội Phật tử Thế giới được tổ chức tại Sri Lanka vào năm 1950 đã chính thức hóa quyết định tổ chức lễ Vesak là ngày sinh của Đức Phật tại nhiều quốc gia Phật giáo. Năm 2000, Liên Hợp quốc đã quyết định tổ chức ngày Vesak trên phạm vi quốc tế tại trụ sở và văn phòng của mình. Vào ngày 15 tháng 12 năm 1999, Đại hội đồng Liên Hợp quốc đã thông qua Nghị quyết số 54/115 ngày 15 tháng 12 năm 1999 có tiêu đề "Công nhận quốc tế Ngày Vesak tại Trụ sở chính của Liên hợp quốc và các văn phòng khác của Liên hợp quốc". Khuyến nghị của Liên Hợp quốc tuyên bố Vesak là ngày lễ công cộng quốc tế đã được Sri Lanka đệ trình lên Đại hội đồng Liên hợp quốc. Nghị quyết công nhận quốc tế Ngày Vesak để ghi nhận những đóng góp mà Đức Phật và Phật giáo đã thực hiện trong hơn hai thiên niên kỷ rưỡi. Nghị quyết cũng kêu gọi kỷ niệm ngày này hàng năm tại Trụ sở chính Liên hợp quốc, ở New York, UNESCO và các văn phòng khác của Liên hợp quốc trên toàn thế giới.

## Đăng cai

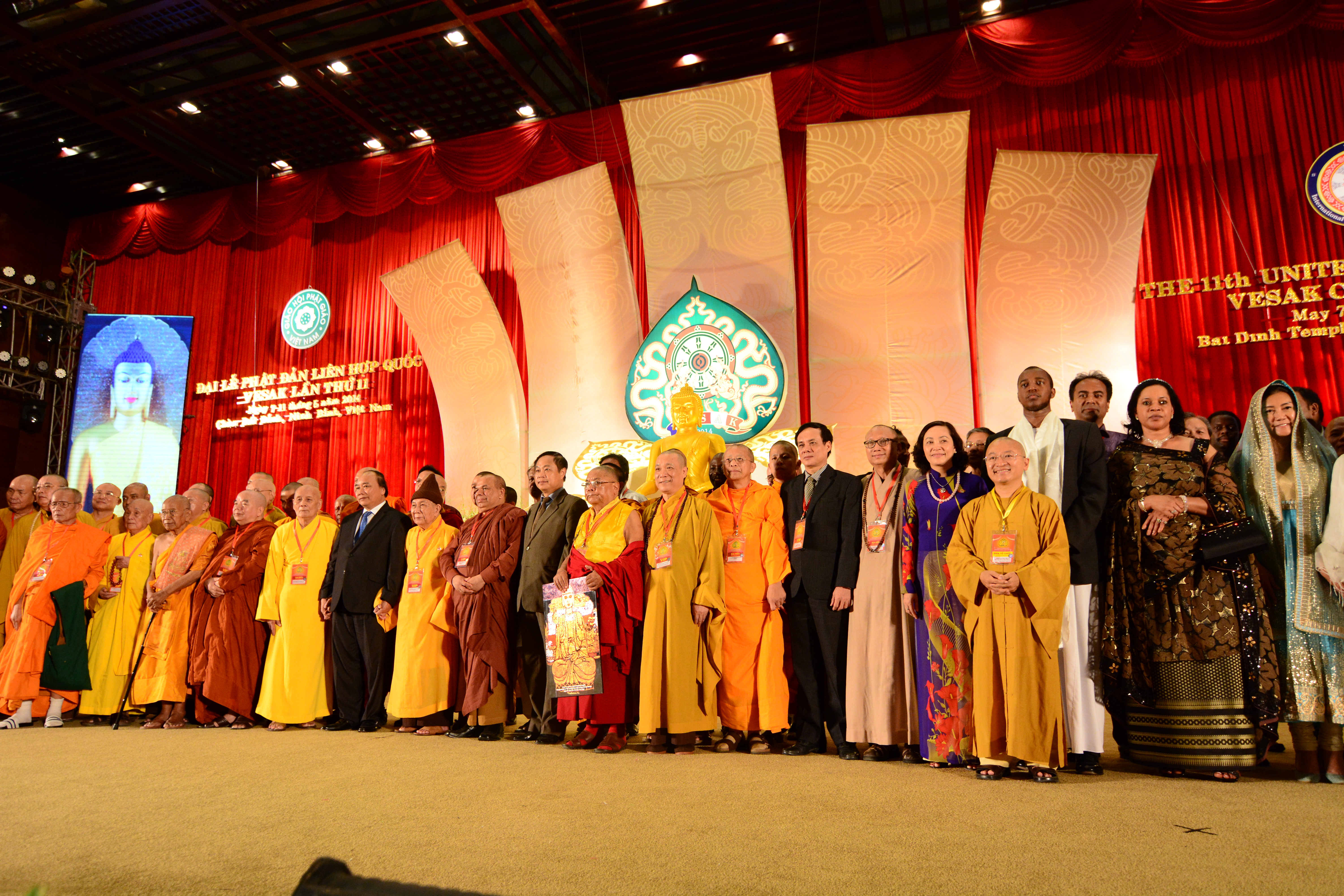
Các đại biểu tham dự Đại lễ Vesak 2014 tại Việt Nam

Các lễ kỷ niệm quốc tế bắt đầu kể từ năm 2000 bao gồm lễ Vesak đầu tiên tại Liên hợp quốc (New York) vào ngày 15 tháng 5 năm 2000. Có ba mươi bốn quốc gia tham dự. Ngày lễ Vesak là ngày lễ chính thức của các văn phòng Liên Hợp Quốc tại nhiều quốc gia Đông Nam Á. Thái Lan đã đăng cai tổ chức hội nghị thượng đỉnh Vesak quốc tế 11 lần, Việt Nam tổ chức 3 lần (năm 2025 là lần thứ 4) và Sri Lanka một lần.
- Ngày 25 tháng 5 năm 2004, Đại lễ Vesak được tổ chức tại Phutthamonthon, Thái Lan[15].
- Từ ngày 18 đến ngày 21 tháng 5 năm 2005, Đại lễ Vesak được tổ chức tại Bangkok, Thái Lan[15].
- Suốt các năm từ năm 2006, năm 2007, năm 2009, năm 2010, năm 2011, năm 2012, đến năm 2013 thì Đại lễ Vesak đều được tổ chức tại Thái Lan.
- Năm 2008, Đại lễ Vesak được tổ chức tại Hà Nội của Việt Nam lần đầu tiên, chủ đề chính là “Tam Hợp trên cơ sở tình thương, hòa bình và hòa hợp”, Đại lễ có với sự tham dự của gần 2.000 đại biểu đến từ hơn 60 quốc gia và vùng lãnh thổ. Chủ tịch nước Nguyễn Minh Triết phát biểu tại phiên khai mạc Đại lễ với chủ đề “Sự đóng góp của Phật giáo trong việc xây dựng một xã hội công bằng, dân chủ và văn minh”[16].
- Năm 2014, Đại lễ Vesak được tổ chức tại Việt Nam[15] ở chùa Bái Đính, tỉnh Ninh Bình với chủ đề chính là “Phật giáo góp phần thực hiện thành tựu các mục tiêu phát triển thiên niên kỷ của Liên Hợp Quốc”. Đại lễ năm nay được Giáo hội Phật giáo Việt Nam đăng cai chủ trì, với sự phối hợp của Ủy ban Tổ chức quốc tế (ICDV) và sự giúp đỡ, bảo trợ của Chính phủ Việt Nam[17]. Đại lễ có sự tham dự của với sự tham gia của 600 phái đoàn Phật giáo, cùng hơn 20.000 đại biểu và du khách đến từ 95 quốc gia và vùng lãnh thổ trên toàn thế giới. Chủ tịch Quốc hội Nguyễn Sinh Hùng phát biểu chào mừng tại Lễ khai mạc Đại lễ Vesak 2014[18].
- Năm 2015, Đại lễ Vesak được tổ chức tại Thái Lan[19].
- Năm 2016, Đại lễ Vesak được tổ chức tại Thái Lan[20].
- Năm 2017, Đại lễ Vesak được tổ chức tại Sri Lanka[21].
- Năm 2018, Đại lễ Vesak được tổ chức tại Thái Lan.
- Năm 2019, Đại lễ Vesak được tổ chức tại Việt Nam, ở chùa Tam Chúc thuộc Hà Nam, được xem là Đại lễ kỷ lục theo Liên minh kỷ lục thế giới trao bằng công nhận kỷ lục thế giới về quy mô, số lượng người tham gia cho đàn lễ cầu nguyện và Tổ chức kỷ lục gia Việt Nam xác nhận lập nhiều kỷ lục khác. Đàn lễ cầu nguyện hoà bình Vesak 2019 do Giáo hội Phật giáo Việt Nam thực hiện được công nhận lớn nhất thế giới. Vesak 2019 là Đại lễ Phật đản quốc tế lớn nhất với 1.650 đại biểu quốc tế từ 112 quốc gia và 20.000 đại biểu trong nước tham dự[22]. Tham dự Đại lễ có Tổng thống Myanmar Win Myint; Phó Tổng thống kiêm Chủ tịch Thượng viện Ấn Độ Venkaiah Naidu, Thủ tướng Nepal Khadga Prasad Sharma Oli, Chủ tịch Thượng viện Vương quốc Bhutan Tashi Dorji, Phó Tổng Thư ký Liên hiệp quốc Armida Salsiah Alisjahbana[23]

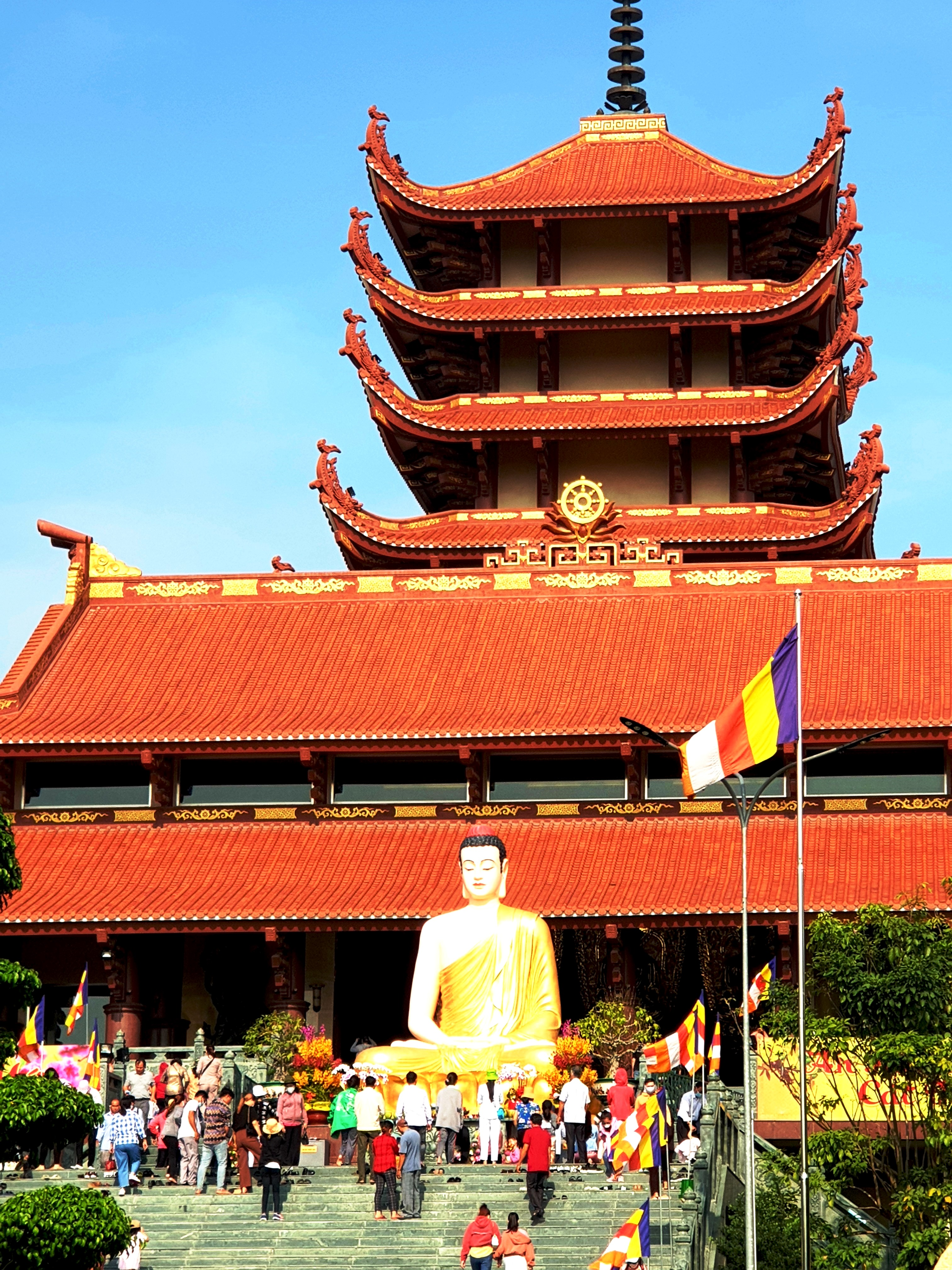
Chùa Thanh Tâm ở Bình Chánh là nơi diễn ra Đại lễ Vesak 2025

- Năm 2020, ICDV đã quyết định hủy tổ chức Đại lễ lần thứ 17 năm 2020 tại Thái Lan do dịch Covid-19
- Năm 2021, không tổ chức do dịch Covid-19
- Năm 2022, Đại lễ Vesak lần thứ 17 năm 2022 được tổ chức trực tuyến tại Trung tâm Hội nghị Liên hợp quốc, Thủ đô Bangkok, Thái Lan[24].
- Năm 2023, Đại lễ Vesak lần thứ 18 được tại Trường Đại học Phật giáo Hoàng gia Thái Lan, tỉnh Ayutthaya, Thái Lan[25]. Trong Thông điệp Đại lễ Vesak 2023, Tổng Thư ký Liên hợp quốc António Guterres nhấn mạnh, những lý tưởng được tôn vinh nhân ngày lễ trọng đại và thiêng liêng này có sự cộng hưởng sâu sắc với các mục tiêu của Liên hợp quốc: Sự thấu hiểu lẫn nhau giữa các dân tộc, mong muốn hòa hợp và thúc đẩy hòa bình thế giới[26].
- Năm 2024, Đại lễ Vesak lần thứ 19 được tổ chức tại cố đô Ayutthaya của Thái Lan nhân dịp kỷ niệm sinh nhật lần thứ 72 của Đức Vua Thái Lan là Rama X với chủ đề "Con đường xây dựng niềm tin và Đoàn kết Phật giáo"[27]
- Năm 2025, Đại lễ Vesak lần thứ 20 được tổ chức tại Thành phố Hồ Chí Minh của Việt Nam, diễn ra từ ngày 6 đến 8 tháng 5 năm 2025. Ngày hội Phật giáo lần thứ 20 có chủ đề: "Đoàn kết, Thống nhất và Hợp tác: Phật giáo vì hòa bình thế giới và phát triển bền vững"[28]. Tổng thống Sri Lanka Anura Kumara Dissanayaka thăm cấp nhà nước Việt Nam và dự Đại lễ Phật đản Liên hợp quốc Vesak[29][30], ngoài ra, Bộ trưởng Các vấn đề Quốc hội Ấn Độ, Bộ trưởng Nghi lễ và Tôn giáo Campuchia cũng sẽ tham dự[31]. Tại Đại lễ Vesak Liên Hợp Quốc 2025, xá lợi Đức Phật lần đầu được cung rước và chiêm bái tại 9 tỉnh thành ở Việt Nam với hơn 16 triệu lượt người tham dự đã tạo nên một kỷ lục toàn cầu[32].

Nơi tổ chức Đại lễ Vesak 2025 chính là tại chùa Thanh Tâm (chùa Phật Cô đơn) thuộc huyện Bình Chánh có sức chứa 30.000 người đến tham dự cùng lúc, đại biểu khách mời khoảng 3.000 người, tham dự Đại lễ có hơn 2.700 đại biểu tham dự, trong đó có khoảng 1.300 đại biểu quốc tế đến từ 85 quốc gia và vùng lãnh thổ trên thế giới. Đại lễ Vesak 2025 do Ủy ban tổ chức quốc tế Đại lễ Phật đản Vesak Liên hợp quốc (ICDV), Giáo hội Phật giáo Việt Nam đồng tổ chức. Đây là lần thứ tư Việt Nam đăng cai tổ chức, trước đó ở Hà Nội (năm 2008), Ninh Bình (năm 2014) và Hà Nam (năm 2019). Đại lễ Vesak Liên Hiệp Quốc lần thứ 4 được tổ chức ở Việt Nam và lần đầu tiên do thành phố Hồ Chí Minh tổ chức trong dịp kỷ niệm 50 năm thống nhất đất nước và 80 năm ngày Quốc khánh. Đại lễ Vesak Liên hợp quốc 2025 diễn ra ngay sau khi Lễ kỷ niệm 50 năm ngày giải phóng miền Nam, thống nhất đất nước đã thành công tốt đẹp. Trong sự kiện này thì xá lợi Đức Phật Thích Ca Mâu Ni đã được thỉnh về tôn trí tại chùa Thanh Tâm, sau đó sẽ được tôn trí tại núi Bà Đen thuộc tỉnh Tây Ninh.